# Andre Mijatović
Andre Mijatović (Rijeka, 3 december 1979) is een Kroatisch voormalig voetballer die speelde als centrale verdediger.

## Erelijst
Hertha BSC
- 2. Bundesliga

2010/11
 Ingolstadt
- 2. Bundesliga

2014/15